# 마루가메역
마루가메역(일본어: 丸亀駅 마루가메에키[*])은 일본 가가와현 마루가메시에 있는 시코쿠 여객철도 요산선의 역이다. 역 번호는 Y10이며, 상대식 승강장 2면 2선의 구조를 가진 고가역이다.

## 타는 곳
| 1 | ■ 요산 선      | 다도쓰 · 간온지 · 이요사이조 · 마쓰야마 · 우와지마 방면        |
| 1 | ■ 도산 선 직통 | 다도쓰 · 고토히라 · 아와이케다 · 고치 · 나카무라 · 스쿠모 방면 |
| 2 | ■ 요산 선      | 우타즈 · 사카이데 · 다카마쓰 방면                              |
| 2 | ■ 세토 대교선  | 우타즈 · 고지마 · 자야마치 · 오카야마 방면                     |

## 이용 현황
| 연도     | 하루 평균 승차 인원 |
| 2006년도 | 4,230명             |
| 2008년도 | 4,334명             |
| 2009년도 | 4,138명             |
| -------- | ------------------- |

## 역 주변
- 마루가메 항
- 마루가메 시 이노쿠마 겐이치로 현대 미술관
- 마루가메 시청
- 마루가메성
- 마루가메 시립 자료관
- 마루가메 시 우치와노 미나토 뮤지엄
- 마루가메 히라이 미술관
- 호텔 알파원 마루가메
- 에히메 은행 · 가가와 은행 · 시코쿠 은행 · 도쿠시마 은행 마루가메 지점

## 인접정차역
| 시코쿠 여객철도 요산선    | 시코쿠 여객철도 요산선       | 시코쿠 여객철도 요산선          |
| ------------------------- | ---------------------------- | ------------------------------- |
| Y 09 우타즈 다카마쓰 방면 | 특급 · 쾌속 '선 포트' · 보통 | 사누키시오야 Y 11 마쓰야마 방면 |